# وزارة الدفاع (أرمينيا)

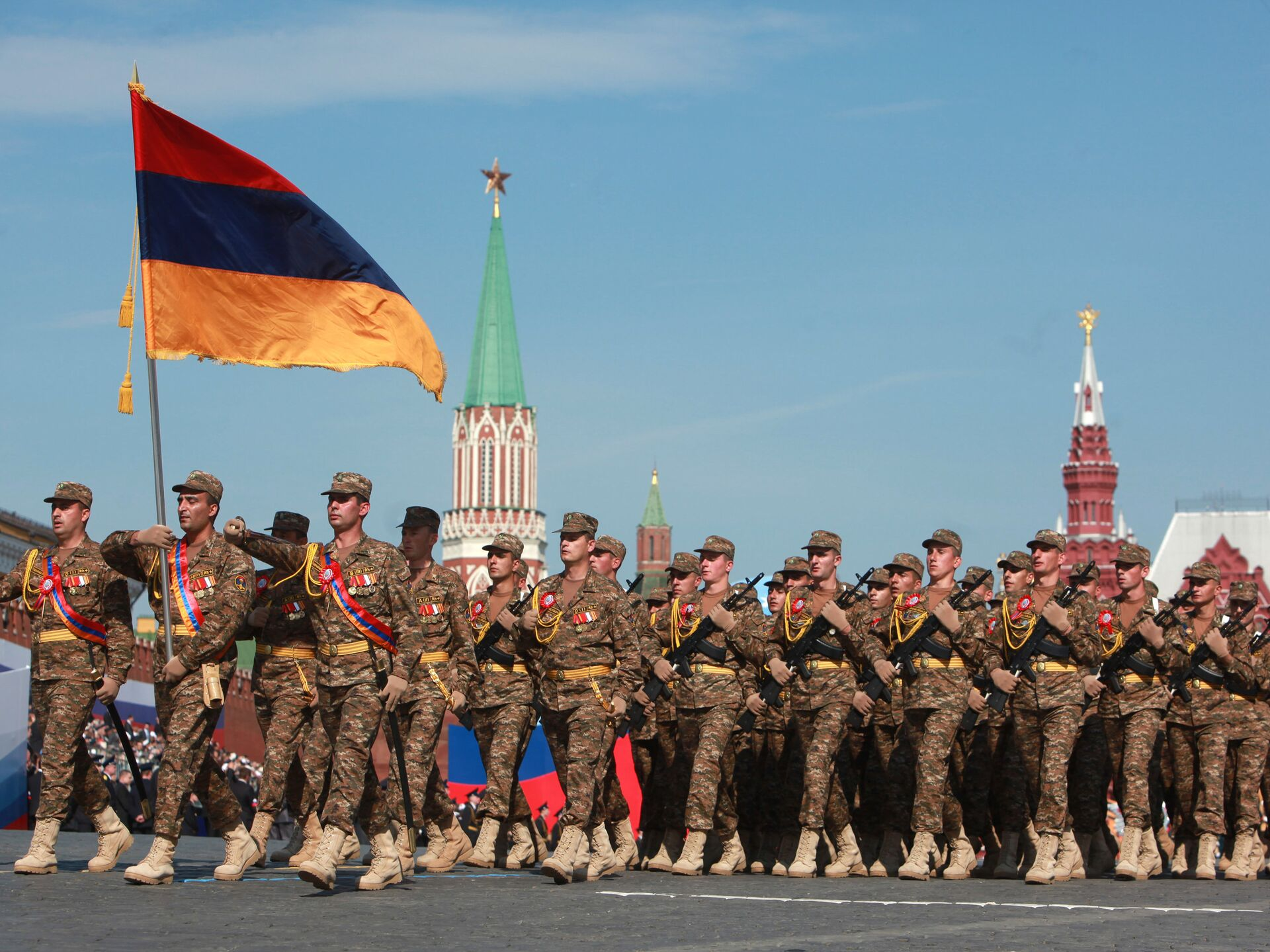
أعضاء الفوج خلال موكب يوم النصر في موسكو عام 2010.

وزارة الدفاع في أرمينيا (بالأرمنية: Հայաստանի պաշտպանության նախարարություն)‏ هي وكالة حكومية أرمنية مسؤولة عن الإشراف على تطوير القوات المسلحة
الأرمنيَّة. وزارة الدفاع هي أيضًا الهيئة التنفيذية التي تنفذ سياسات الحكومة الأرمينية في قطاع الدفاع. ويشرف بشكل خاص على ميزانية القوات المسلحة ويضمن سلامة القوات. يقع في شارع باغريفاند 5، يريفان. تأسست الوزارة رسميًا في 28 يناير 1992 بموجوب مرسوم رئاسي من رئيس أرمينيا.

## التاريخ
في 5 ديسمبر 1991، وبقرار من حكومة جمهورية أرمينيا الاشتراكية السوفياتية، تم إنشاء لجنة دفاع الدولة التابعة لمجلس الوزراء. وكان أول رئيس لهذا القسم هو فازجين سركسيان. في 28 يناير 1992، اعتمدت حكومة أرمينيا قرارًا "بشأن وزارة الدفاع في جمهورية أرمينيا"، والذي كان في الواقع إعادة تسمية للجنة دفاع الدولة التي تم إنشاؤها سابقًا. وقد تم تعيين سركسيان كأول وزير للدفاع في أرمينيا. تم نقل دورية الشرطة وفوج العمليات الخاصة التابع لوزارة الداخلية الأرمينية، وفوج الدفاع المدني التابع لمقر الدفاع المدني لجمهورية أرمينيا والمفوضية العسكرية الجمهورية إلى تبعية الوزارة المشكلة حديثًا. وكانت الخطوة التالية هي إنشاء الجهاز المركزي لوزارة الدفاع، والذي شمل المقر الرئيسي والإدارة. في مايو 1992، نفذت وزارة الدفاع أول تجنيد للعسكريين على أراضي الجمهورية. تزامن تشكيل الإدارة العسكرية مع بداية عمليات واسعة النطاق في حرب مرتفعات قره باغ الأولى، والتي شاركت فيها القوات المسلحة الأرمينية بنشاط. وكانت وزارة الدفاع منخرطة بشكل مباشر في قيادة القوات الأرمينية في إقليم مرتفعات قره باغ وتشكيلات جيش الدفاع آرتساخ. عند انتهاء الأعمال العدائية في أوائل عام 1994، بدأت الإدارة العسكرية لأرمينيا عملية الإصلاح العسكري.

## التنظيم الوزاري

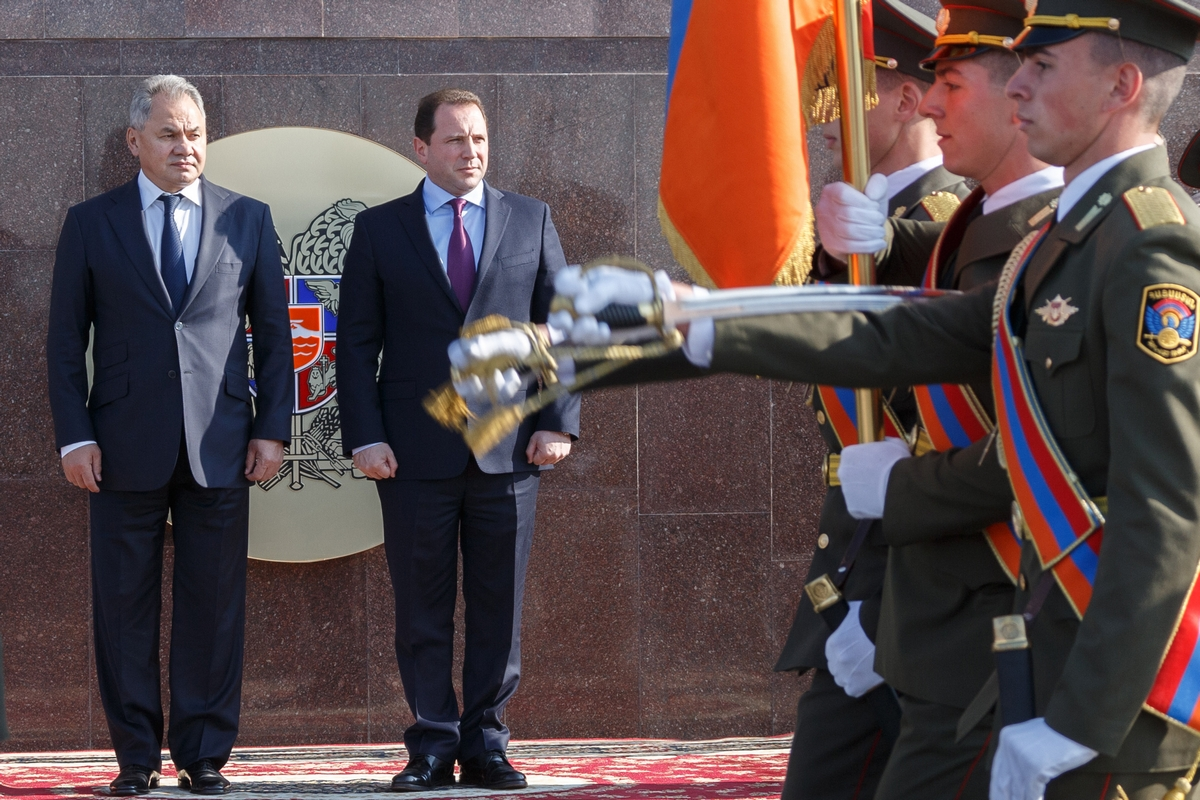
وزير الدفاع الأرمني ديفيد تونويان مع وزير الدفاع الرُّوسي سيرغي شويغو.

### الأجهزة
- قسم تنظيم العمل بالكلية
- قسم الشارات
- الإدارة الإشرافية
- القطاع الإدراي
- الشعبة التحليلية
- شعبة السكرتارية

### الإدارات التابعة للوزارة
- إدارة سياسة الدفاع
- إدارة المالية والميزانية والتخطيط
- إدارة الإنشاءات والإسكان الرأسمالي
- قسم المراجعه الداخليه
- إدارة الإعلام والشؤون العامة
- قسم الموارد البشرية والتعليم
- قسم قانوني
- إدارة الضمان الاجتماعي
- قسم الخدمات اللوجستية

### الخدمات
- خدمة التجنيد والتعبئة
- اللجنة الطبية العسكرية المركزية
  - المستشفى العسكري السريري المركزي
  - مركز التدريب الطبي العسكري[5]
- مركز حقوق الإنسان وبناء النزاهة
- مجلس نقابة المحاربين القدامى بوزارة الدفاع
- دائرة المراقبة العسكرية بوزارة الدفاع

#### المستشفى العسكري السريري المركزي
تم إنشاء المشفى في 15 مارس 1994 في العاصمة يريفان. وفي مايو 2020، تم تسمية قسم الجراحة وقسم جراحة الأعصاب وقسم التخدير على اسم الرائد سيرجي هاروتيونيان والنقيب كارو هيبويان والملازم تيغران هوفيسيان، الذين قتلوا في حادث تحطم طائرة هليكوبتر في أوائل يناير 2000.

### الوحدات الأخرى والمؤسسات التابعة لها
- الشرطة العسكرية
  - لواء حفظ السلام الثاني عشر
- فوج القوات الخاصة[8]
- فوج حماية منفصل[9][10]
  - شركة حرس الشرف
- بي كيه ام ايه يريفان
- برنامج العبادة العسكرية للكنيسة الأرمنية
- فرقة الغناء والرقص

#### الشرطة العسكرية
الشرطة العسكرية الأرمنيَّة (بالأرمنية: Ռազմական ոստիկանություն; Rrazmakan vostikanut’yun)‏ هي شرطة تابعة لقيادة وزارة الدفاع باعتبارها شعبة منفصلة عن الجهاز المركزي. تأسست الشرطة العسكرية في مايو 1992 ولم يكن لها وضع خاص حتى عام 2007، عندما تم اعتماد قانون لتحديد وضع الشرطة العسكرية. يتم تعريف وضعها في قانون الوزارة الخاص بالشرطة العسكرية، والذي ينص على أن الشرطة العسكرية مسؤولة عن التحقيق في الجرائم العسكرية في القوات المسلحة التي ارتكبت على أراضي الوحدات العسكرية وردع الجرائم التي يخطط لها أو يرتكبها الجيش الجنود. تمت الموافقة على اللوائح الداخلية للشرطة العسكرية من قبل حكومة أرمينيا في 25 ديسمبر 2008.

## روابط خارجية
- موقع رسمي
- الجريدة الرسمية
- وسائل الإعلام على موقع يوتيوب